# Andy Cartagena
Andrés Céspedes Gonzalez Cartagena dit Andy Cartagena, né le 31 janvier 1981 à Benidorm (Espagne, province d'Alicante), est un rejoneador espagnol.

## Biographie
Il est le neveu de Ginés Cartagena, l'un des plus grands rejoneadors du XXe siècle, à l'origine du regain d'intérêt pour la corrida de rejón depuis le dernier quart du siècle passé. Il hérita de celui-ci un rejoneo spectaculaire plein de fougue et un toreo hétérodoxe. Il fait partie de l'élite de la corrida à cheval depuis plusieurs années, remplissant les arènes et glanant nombre d'oreilles. Malgré sa renommée, il reste cependant encore souvent à l'ombre du maître de la discipline Pablo Hermoso de Mendoza.
Il a eu le même apoderado que son oncle Ginés, à savoir Luc Jalabert qui est le père du torero français Juan Bautista et l'actuel directeur des arènes d'Arles.

## Carrière
- Début à Nîmes le 25 février 1996
- Alternative le 8 mars 1997 à Castellón de la Plana ; Parrain : Fermin Bohorquez ; Témoin : Pablo Hermoso de Mendoza et Ganaderia de Hdros de Salvador Guardiola
- Confirmation à Madrid  le 15 mai 1997 ; Parrain : João Moura ; Témoins : Javier Buendía et Leonardo Hernandez
- Apoderado : José Antonio Martinez Uranga et Luc Jalabert avant
  - Saison 2009[1] : 12e 30 corridas – 73 oreilles – 3 queues
  - Saison 2006 : 48 corridas – 98 oreilles – 3 queues
  - Saison 2005 : 53 corridas - 98 oreilles
  - Saison 2004 : 7e 56 corridas - 121 oreilles – 3 queues

## Chevaux vedettes
- Quito

## Galerie

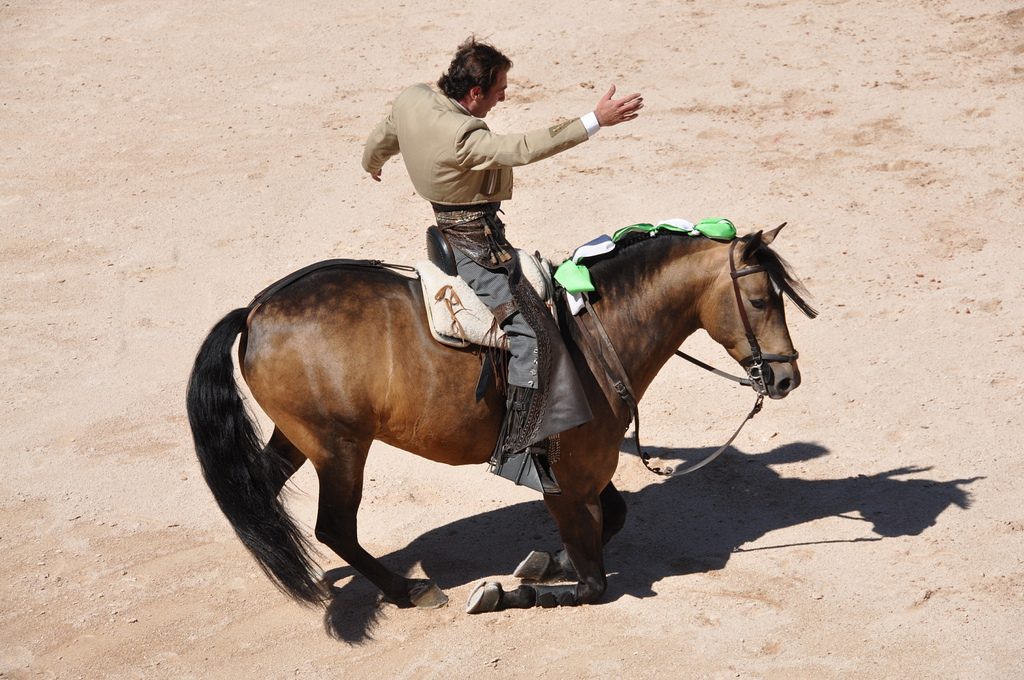
Andy Cartagena à Arles lors de la feria de Pâques 2010